# Cyklin
Cykliner är en klass av proteiner som har en central roll i cellcykeln. Cyklinerna bildar tillsammans med cyklinberoende kinaser komplex som står för den autonoma kontrollen av cellcykeln. Komplexen krävs nämligen för att cellen skall kunna passera så kallade "check points". Om inte dessa check points passeras kommer cellcykeln avstanna. Det finns flera olika sådana cyklin/CDK-komplex.

## Funktion
Cyklin D bildas som ett svar på extracellulära tillväxtfaktorer och bildar då komplex med CDK4/6. Detta komplex styr aktiviteten hos retinoblastomprotein, pRb, som i sin tur kontrollerar transkriptionsfaktorn E2F. När sedan E2F aktiveras tillverkar denna ett flertal cykliner vars primära funktion är att driva cellen genom cellcykelns olika faser.
Under cellcykelns Syntes (S)-fas så bildas Cyklin A/E och CDK2-komplex som fosforylerar DNA-polymeras, något som startar replikationen (kopieringen) av DNA:t, något som är nödvändigt för att cellen ska kunna dela sig.
Under Mitos (M)-fasen bildas cyklin B/ CDK1. Deras funktion är att i mitosens, celldelningen, metafas och profas fosforylera kromatinet så att det blir kondenserat (ihoppackat) samt bryta ner cellens kärnmembran. Detta komplex initierar också bildningen av den mitotiska spolen. Komplexet utöver detta även "Anaphase promoting komplex", APC. APC avlägsnar de proteiner som håller ihop kromatiderna i centromeren. Detta leder till att kromatiderna delar på sig senare i anafasen.